# كالا بتثار
كالا بتثار (النيبالية: काला पत्थर ويعني "الصخرة السوداء") هو معلم بارز يقع على التلال الجنوبية لبوموري في جبال الهيمالايا النيبالية فوق جوراكشيب [الإنجليزية]. على الرغم من أنه ليس جبلًا بالمعنى العلمي إذ يبلغ ارتفاعه 10 أمتار (33 قدمًا) فقط ، [1] إلا أن التسلق إلى قمته يحظى بشعبية كبيرة بين المتنزهين في منطقة جبل إيفرست نظرًا لأنه يوفر أقرب وأسهل نقطة يمكن الوصول إليها لرؤية جبل إيفرست.

## معرض صور

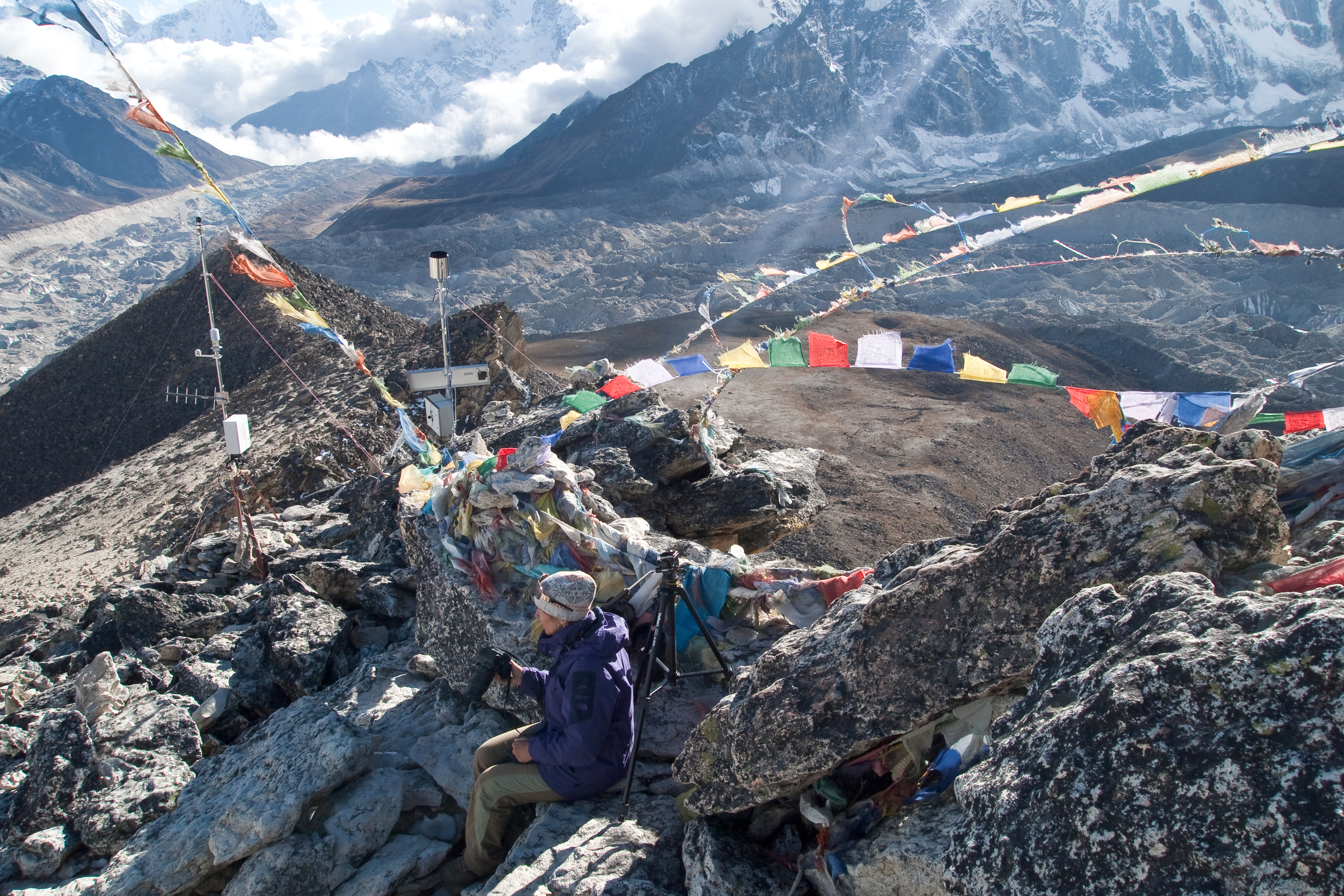
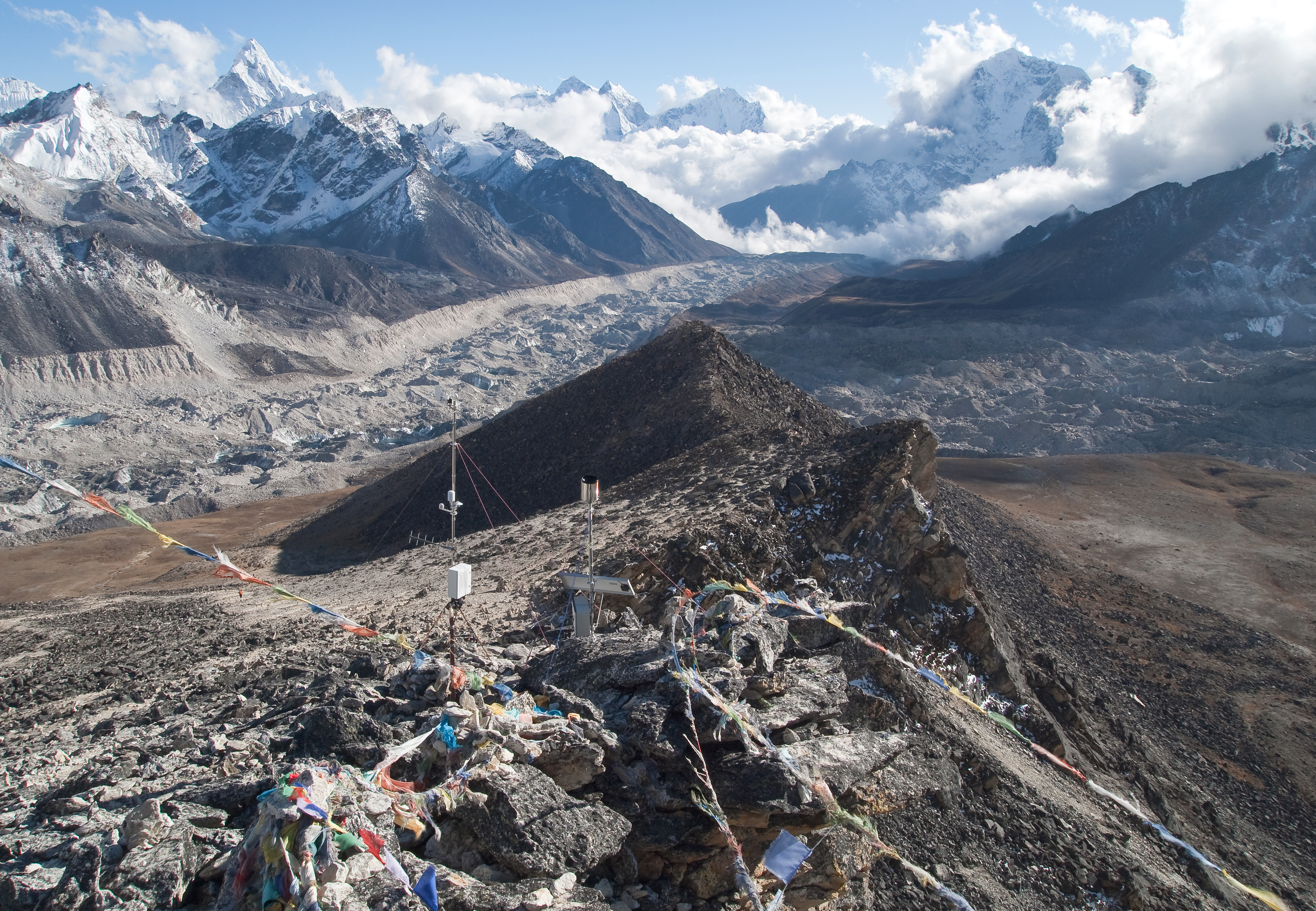
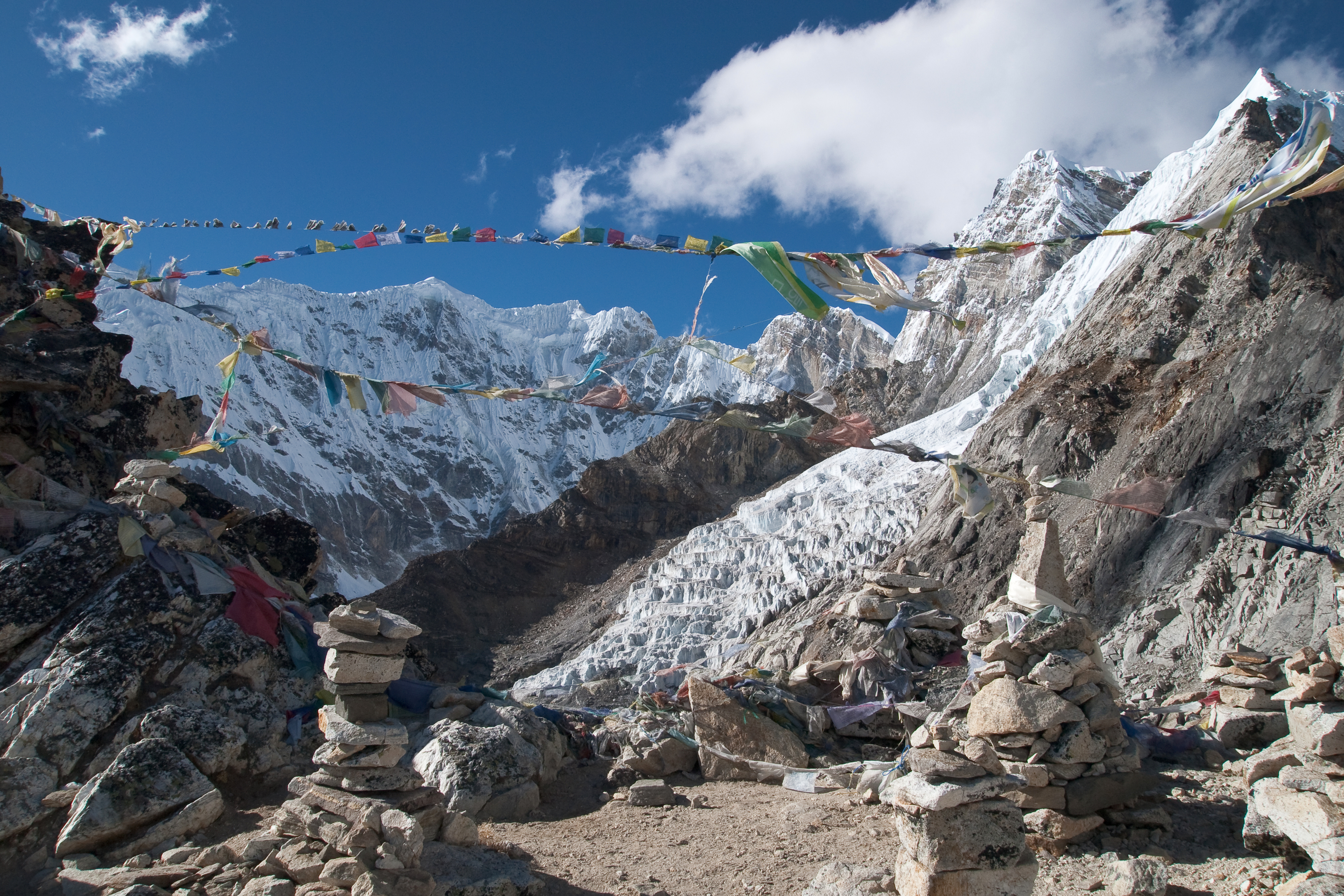
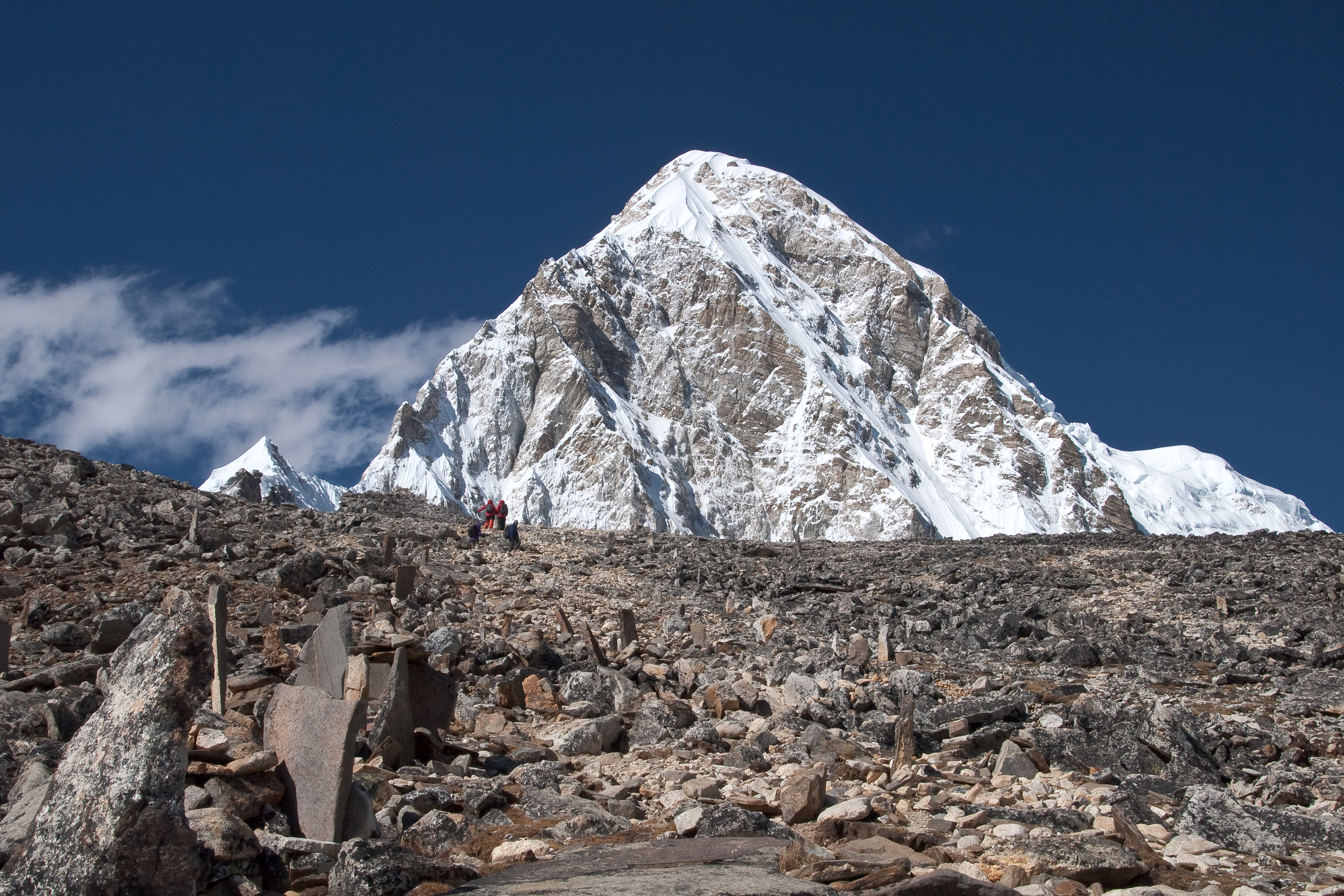